# Cuatro lunas
Cuatro lunas è un film del 2014 diretto da Sergio Tovar Velarde ed interpretato da Antonio Velázquez, Alejandro de la Madrid, César Ramos, Gustavo Egelhaaf, Alonso Echánove, Alejandro Belmonte, Karina Gidi e Juan Manuel Bernal.
È stato uno dei quattordici film selezionati dal Messico per essere la loro candidatura per l'Oscar al miglior film in lingua straniera agli 88° Premi Oscar, ma ha perso contro 600 miglia. Alonso Echánove è stato candidato per un Ariel Award per il miglior attore non protagonista nel 2015 per il suo ruolo in Cuatro Lunas.

## Trama
Quattro storie intrecciate e complesse di amore e accettazione (di sé e degli altri): un ragazzo che è stato segretamente attratto dal cugino maschio per tutta la vita; due studenti universitari che iniziano una relazione segreta; una coppia impegnata messa a dura prova dall'arrivo di un altro uomo ed un vecchio sposato abbagliato da un giovane uomo sposato che si affretta a tornare dalla sua stessa famiglia.

## Accoglienza

### Critica
Il critico del New York Times ha definito il film "un ritratto vivace e sensibile di ragazzi e uomini gay nel Messico del ventunesimo secolo".

## Riconoscimenti
- 2014 - Guadalajara International Film Festival
  - Nomination Premio Mezcal al Miglior film messicano
  - Nomination Premio Maguey al Miglior film
- 2014 - Image + Nation Festival Cinema LGBT Montreal Film Festival
  - Audience Choice Award al Miglior film
- 2014 - Monterrey International Film Festival
  - Miglior film messicano
- 2014 - Festival internazionale del cinema di San Sebastián
  - Nomination Miglior film latinoamericano
- 2015 - Premio Ariel[16]
  - Nomination Miglior attore non protagonista ad Alonso Echánove
- 2015 - Barcelona International Gay & Lesbian Film Festival
  - Audience Award al miglior film
- 2015 - Outflix Film Festival
  - Miglior film straniero